# 569 (numero)
Cinquecentosessantanove (569) è il numero naturale dopo il 568 e prima del 570.

## Proprietà matematiche
- È un numero dispari.
- È un numero difettivo.
- È un numero primo.
- È un numero strettamente non palindromo.
- È un numero primo di Chen.
- È un numero primo di Eisenstein.
- È un numero colombiano nel sistema numerico decimale.

## Astronomia
- 569 Misa è un asteroide della fascia principale del sistema solare.
- NGC 569 è una galassia spirale della costellazione dei Pesci.

## Astronautica
- Cosmos 569 è un satellite artificiale russo.